# Casa Marius Ionescu din Bărcănești
Casa Marius Ionescu este un monument istoric situat în satul Bărcănești, județul Ialomița. Este situată în cartierul Speteni, de-a lungul DJ 201. Clădirea a fost construită în anul 1909. Figurează pe noua listă a monumentelor istorice sub codul LMI: IL-II-m-B-14086.

## Istoric și trăsături
Casa este construită din cărămidă și are parter și pivniță, cu terasă deschisă, decorată cu motive florale antropomorfe și console de lemn. A fost construită de Marius Ionescu.

## Imagini

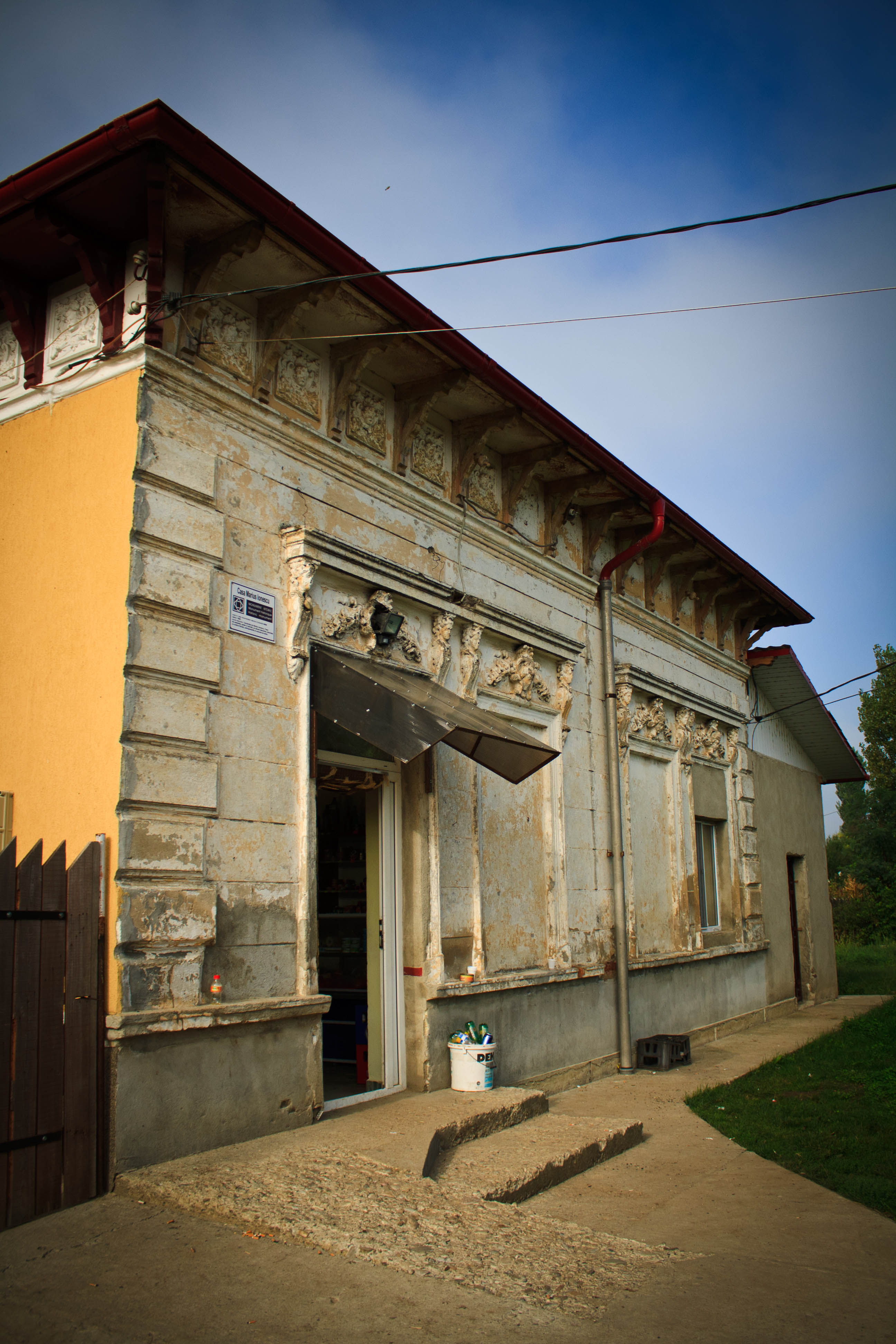
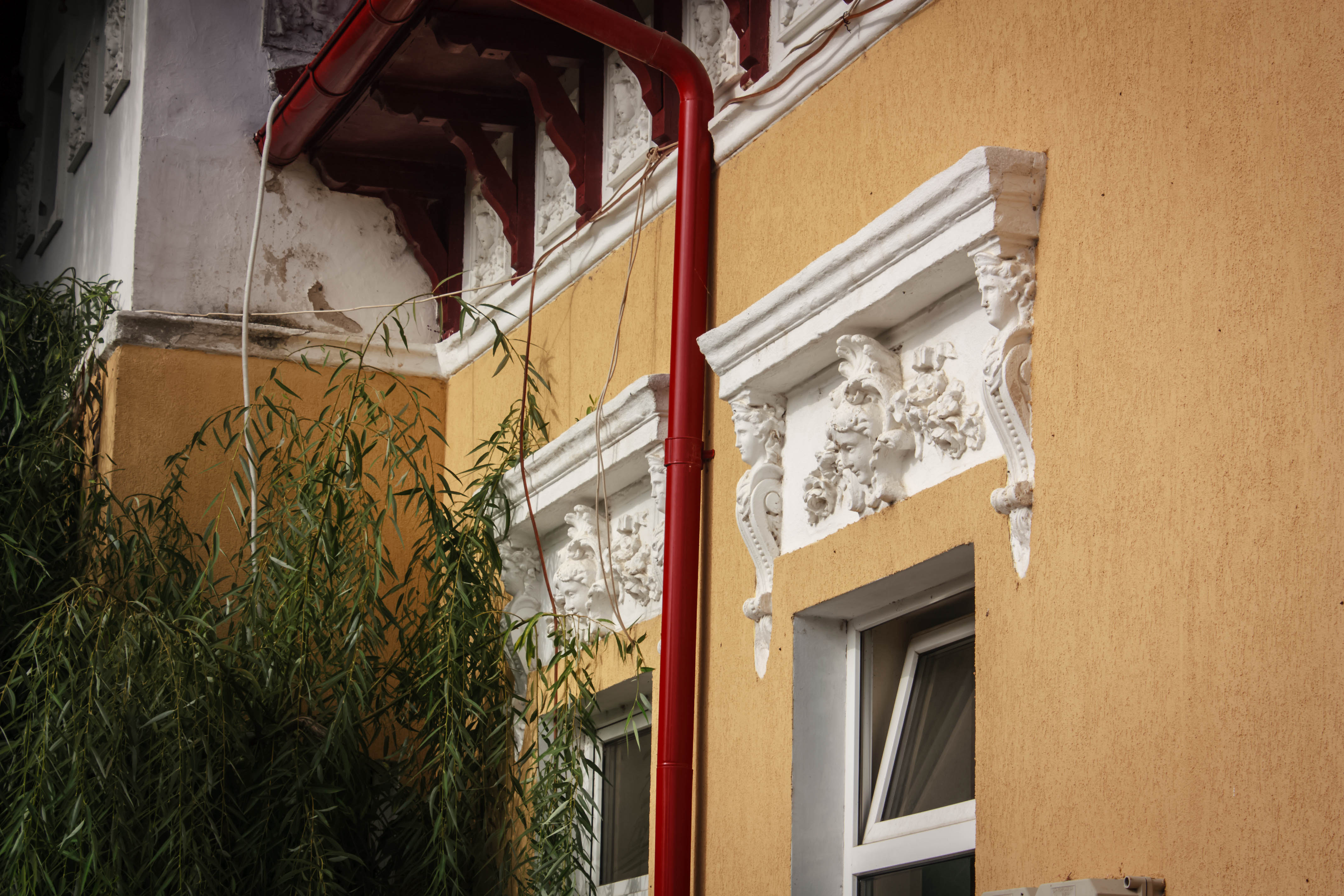